# 顧夷
顧夷字君齊，吳郡人。東晉時揚州刺史、經學家，作《周易難王輔嗣義》一卷，復有《顧子》十卷。顧夷祖父顧廞為孝廉、父親顧霸為少府卿。《四庫提要》將他與顧悅之混淆，以為是同一人。《世說·文學篇》中謝萬寫《八賢論》，曾給顧夷觀看。